# Hubert Hughes

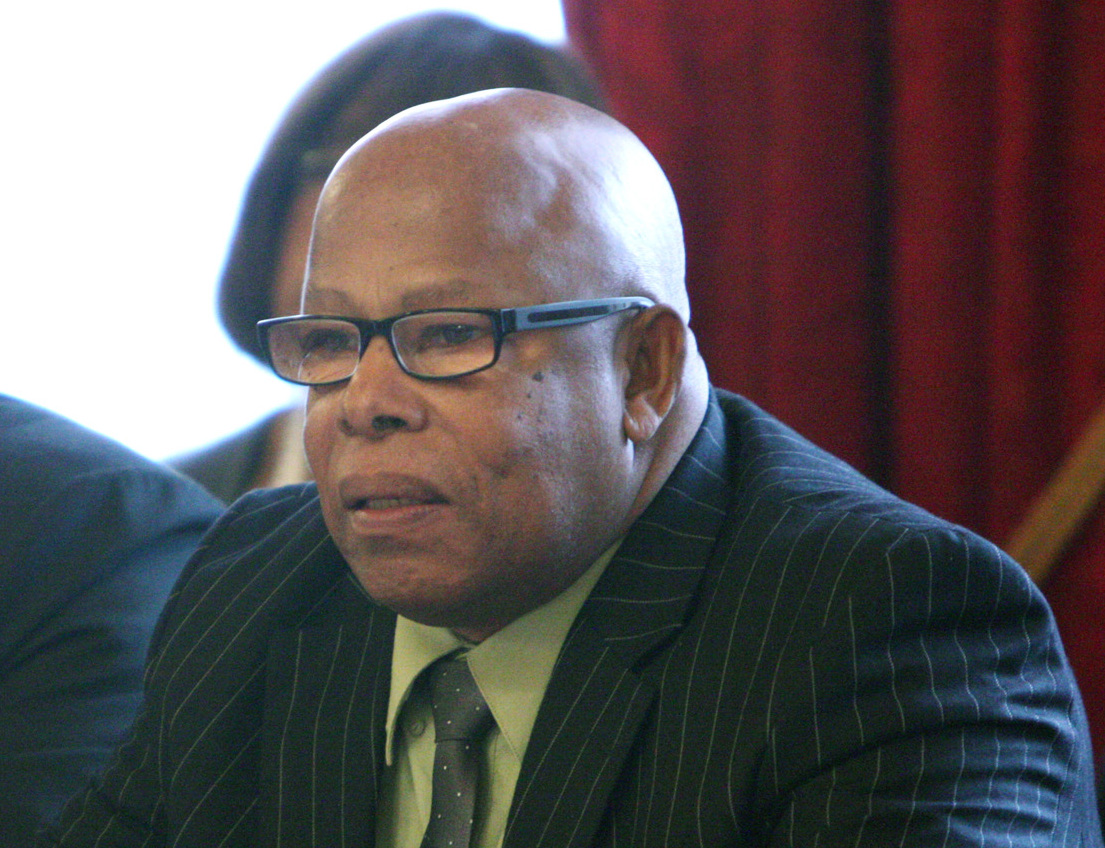
Hubert Hughes (5. Dezember 2012)

Hubert Benjamin Hughes (* 15. Oktober 1933 in South Hill, Anguilla; † 7. Mai 2021) war ein Politiker aus Anguilla, der zwischen 1994 und 2000 sowie von 2010 bis 2015 Chief Minister von Anguilla war.

## Leben

### Erfolglose Kandidaturen und Abgeordneter
Hubert Benjamin Hughes kandidierte 1961 erfolglos für einen Sitz als Vertreter von Anguilla im Legislativrat (Legislative Council) des britischen Überseeterritoriums St. Christopher-Nevis-Anguilla. Bei den Wahlen zum Parlament (House of Assembly) am 15. März 1976 gewann die von Ronald Webster geführte People’s Progressive Party (PPP) sechs der sieben Sitze, während der verbleibende siebte Sitz an den im Wahlkreis District 6: Road South kandidierenden Parteilosen Hughes fiel. Am 1. Februar 1977 musste sich der nunmehrige Chief Minister Webster einem von Hughes beantragten Misstrauensvotum stellen. Der Antrag wurde von den Ministerkollegen von Webster unterstützt, so dass die Abstimmung mit fünf Stimmen gegen Webster ausging. Der britische Kommissar (Commissioner) David Le Breton enthielt sich der Stimme, während Webster gegen den Antrag stimmte. Der Kommissar Ihrer Majestät ernannte daraufhin Emile Gumbs zum neuen Chief Minister von Anguilla.
Die neu von Webster gegründete Anguilla United Movement (AUM) gewann bei den Wahlen am 28. Mai 1980 sechs der sieben gewählten Sitze in der 12-köpfigen Anguilla Legislative Assembly. Hughes wurde für die AUM dabei im Wahlkreis District 6: Road South wiedergewählt. Daraufhin wurde Webster als Chief Minister der Insel wieder eingesetzt. Webster war gezwungen am 22. Juni 1981 Wahlen abzuhalten, nachdem er drei Wochen vor der Wahl und nach weniger als einem Jahr im Amt aus der Anguilla United Movement (AUM) ausgeschlossen worden war. Am Wahltag bestätigten die Wähler Webster, der mit seiner neuen Anguilla People’s Party (APP) fünf der sieben Sitze in der gesetzgebenden Versammlung erhielt. Die anderen beiden Sitze gingen an die Anguilla National Alliance (ANA) von Emile Gumbs, während die frühere Partei (AUM) von Webster ohne Vertretung blieb und auch Hughes den Wiedereinzug ins Parlament verpasste.
Chief Minister Webster hatte am 9. März 1984 zwei Jahre vor Ablauf der Wahlperiode vorzeitige Neuwahlen anberaumt. Die oppositionelle Anguilla National Alliance (ANA) von Gumbs gewann 53,8 Prozent der Stimmen, gegenüber 41,7 Prozent für die Anguilla People’s Party (APP) von Webster. Die ANA nahm vier Sitze im siebensitzigen House of Assembly ein, während die APP zwei Mandate erhielt. Hubert Hughes kehrte als Parteiloser in das Parlament zurück. Gumbs wurde daraufhin am 12. März 1984 als Chief Minister vereidigt. Bei den Wahlen am 27. Februar 1989 wurde die Anguilla National Alliance zur größten Partei und gewann drei der sieben Sitze im House of Assembly. Die Anguilla United Party (AUP) gewann zwei Sitze und die Anguilla Democratic Party (ADP) gewann einen Sitz. Hughes kandidierte für die AUP im Wahlkreis District 6: Road South  und konnte sich dabei mit 289 Stimmen (54,12 Prozent) deutlich gegen seine drei Mitbewerber Statchel F. Warner von der ANA (150 Stimmen, 28,09 Prozent), Maurice Connor von der ADP (49 Stimmen, 9,18 Prozent) und die parteilose Kandidatin Lolita Davis-Ifille (46 Stimmen, 8,61 Prozent) durchsetzen.

### Chief Minister von Angulla

#### Erste Amtszeit 1994 bis 2000
Am 16. März 1994 fanden in Anguilla die nächsten Wahlen zum House of Assembly statt. Trotz eines starken Rückgangs des Stimmenanteils der Anguilla United Party (AUP) gab der Verlust des Wahlkreises District 5: Road North an die Anguilla Democratic Party (ADP) genügend Sitze, um eine Koalitionsregierung zu bilden. Hubert Hughes von der Anguilla United Party (AUP), der auf einer Plattform für die Unabhängigkeit kandidierte, wurde nach den Wahlen zum Chief Minister ernannt. Die kleine Partei Anguilla for Good Government (AGG) ersetzte die Party for Anguilla’s Culturation and Economy (PACE) als vierte Partei, konnte jedoch wie ihre Vorgängerin kein Mandat gewinnen. Der spätere Chief Minister Osbourne Fleming wurde im Wahlkreis District Nr. 2 Sandy Hill als Unabhängiger gewählt. Nach den allgemeinen Wahlen wurde eine Koalitionsregierung zwischen der Anguilla Democratic Party (ADP) und der Anguilla United Party (AUP) gebildet, die jeweils zwei der sieben Sitze im House of Assembly innehatten. Der AUP-Führer Hughes wurde zum Chief Minister ernannt und am 18. März 1994 vereidigt. Er selbst kandidierte wieder im Wahlkreis District 6: Road South. Er gewann diesen mit 308 Stimmen (47,53 Prozent) deutlich seinen drei Mitbewerbern Everet Romney von der ANA (165 Stimmen, 25,46 Prozent), Samuel Connor von der ADP (112 Stimmen, 17,28 Prozent) und dem parteilosen Kandidaten Alan Gumbs (63 Stimmen, 9,72 Prozent).
Die nächsten allgemeinen Wahlen fanden am 4. März 1999 statt. Die Hauptparteien waren die AUP unter der Leitung von Hughes, die ADP mit Finanzminister Victor Banks als Spitzenkandidaten und die ANA unter der Führung des Geschäftsmanns Osbourne Fleming. Die Koalition setzte sich für ihre wirtschaftlichen Erfolge ein und wies auf eine hohe Beschäftigung in der Kolonie hin, in der Offshore-Banken und Tourismus die wichtigsten Devisenquellen sind. Das Ergebnis war ein Sieg für die Regierungskoalition der Anguilla United Party und der Anguilla Democratic Party, die jeweils zwei Sitze gewannen. Die oppositionelle Anguilla National Alliance gewann drei Sitze. Hughes wurde im Wahlkreis District 6: Road South wiedergewählt und besiegt mit 434 Stimmen (65,27 Prozent) deutlich den parteilosen Kandidaten Franlin Connor, auf den 232 Stimmen (34,83 Prozent) entfielen. Chief Minister Hughes übernahm die Verantwortung für Inneres, Tourismus, Land, Arbeit und Einwanderung, während der Vorsitzende der ADP Victor Banks erneut zum Minister für Finanzen und wirtschaftliche Entwicklung ernannt wurde. Die Koalitionsregierung verlor jedoch bereits im Mai 1999 ihre Mehrheit durch den Rücktritt von Victor Banks. Hughes wurde nur noch von drei der sieben gewählten Mitglieder des Parlaments unterstützt. Er blieb als Ministerpräsident im Amt, aber ein im Juni 1999 eingeleiteter Boykott der Opposition verhinderte, dass das House of Assembly wegen mangelnden Quorums zusammentrat. Infolgedessen konnte der Haushaltsplan für das Jahr 2000 nicht verabschiedet werden.
Aufgrund der Regierungskrise fanden daher am 3. März 2000 vorgezogene Parlamentswahlen statt, nachdem nach nur zehnmonatiger Amtszeit Hughes im Januar 2000 bekanntgab, dass er sich für eine Parlamentswahl im März entschieden habe. Das ursprüngliche Datum der Wahl war der 10. März 2000, dies wurde jedoch von Gouverneur Robert Harris auf den 3. März 2000 festgesetzt. Die Wahl wurde damit vier Jahre früher anberaumt. Banks hatte sich der oppositionellen Anguilla National Alliance (ANA) angeschlossen. Nach dem Rückzug von Banks hatte Hughes nur noch eine Minderheit von drei zu vier der gewählten Mitgliedern des Parlaments. Die vier Oppositionsmitglieder hatten das Parlament boykottiert, woraufhin Hughes Klage gegen den Sprecher des House of Assembly, Leroy Rogers einreichte, um das Parlament zu aktivieren. Der Sprecher hatte das Fehlen eines Quorums angeführt, was der High Court zugunsten des Sprechers bestätigte. Der Wahlkampf war geprägt von Karikaturen über Korruption in hohen Positionen, Missbrauch von Regierungsgeldern und Missbrauch ihrer Positionen durch Abgeordnete, indem das Parlament nicht erneut einberufen wurde, um den vom Hurrikan Lenny im November 1999 betroffenen Anguillanern zu helfen. Für die Wahl wurden achtzehn Kandidaten für die sieben Sitze nominiert. Die Anguilla National Alliance (ANA) unter der Leitung von Osbourne Fleming nominierte drei Kandidaten, die Anguilla Democratic Party (ADP) unter Führung von Victor Banks nannte einen Bewerber, die Anguilla United Movement (AUM) des bisherigen Chief Minister Hughes nannte zwei Bewerber, die neue Movement for Grassroots Democracy (MGDR) unter John Benjamin nominierte zwei Kandidaten und die Anguilla Patriotic Movement (APM) nominierte zwei Kandidaten. Daneben bewarben sich acht unabhängige Kandidaten für die Wahl.
Die Anguilla United Front (AUF), eine Gruppe von Oppositionskräften aus Anguilla National Alliance (ANA) und Anguilla Democratic Party (ADP), erzielte bei den Wahlen einen knappen Sieg und gewann vier der sieben Sitze (ANA 3 Sitze, ADP 1 Sitz). Die Anguilla United Movement (AUM) des scheidenden Chief Ministers Hughes behielt ihre beiden Sitze, wobei er selbst wieder im Wahlkreis District 6: Road South mit 378 Stimmen (55,10 Prozent) den parteilosen Kandidaten Franlin Connor (308 Stimmen, 44,9 Prozent) besiegen konnte. Der siebte Sitz ging an einen unabhängigen Bewerber Edison Baird. Die Wahl führte dazu, dass dieselben Politiker dem House of Assembly angehörten. Allerdings bildete Osbourne Flemings von der AUF als Chief Minister eine neue Regierung, die sich mit Victor Banks von der ADP zusammenschloss. Fleming wurde am 6. März 2000 als Chief Minister von Anguilla vereidigt. Nach der Wahl wurde Hughes am 6. März 2000 Oppositionsführer (Leader of the Opposition) und bekleidete diese Funktion bis Mai 2004.

#### Parlamentswahl 2005
Am 21. Februar 2005 fanden die nächsten regulären Parlamentswahlen statt. Im Mai 2004 ging die Führung der Opposition von Hubert Hughes von der Anguilla United Movement (AUM), an Edison Baird, Vorsitzender der neuen Anguilla Strategic Alliance (ANSA), über. Dies geschah, nachdem ein Mitglied des House of Assembly, Albert Hughes, die Parteien gewechselt hatte. Die drei wichtigsten Parteien, die die Wahlen 2005 bestritten, waren nunmehr die Anguilla United Front (AUF) unter der Leitung von Chief Minister Fleming, die Anguilla United Movement, die von Hubert Hughes geführt wurde, und die von Edison Baird angeführten Anguilla National Strategic Alliance. Flemings Regierung, eine Koalition der Anguilla National Alliance und der Anguilla Democratic Party, hatte zuvor vier Sitze in der Versammlung inne, während die ANSA zwei und das AUM einen Abgeordneten stellten. Bei den Wahlen traten 25 Kandidaten für die sieben Sitze an. Die Themen im Wahlkampf reichten von wirtschaftlicher Diversifizierung bis hin zu schlechter Regierungsführung. Die regierende AUF wurde bestätigt und gewann vier der sieben bei den Wahlen. Chief Minister Fleming führte seine Partei zum Sieg über die AUM unter Hubert Hughes, der ANSA unter der Leitung von Edison Beard und der Anguilla Progressive Party (APP) unter der Leitung von Brent Davis. Die drei Oppositionsparteien gewannen jeweils einen Sitz. Alle sechs Abgeordneten, die für eine Wiederwahl antraten, behielten ihre Sitze bei den Wahlen. Die einzige Änderung fand im Wahlkreis District 3: Valley North statt, wo der vorherige Vertreter, Eric Reid, zurücktrat und von Evans McNeil Rogers abgelöst wurde. Hughes selbst wurde in seinem Wahlkreis District 6: Road South mit 420 Stimmen (44,54 Prozent) wiedergewählt und setzte sich gegen Brent Davis von der APP (241 Stimmen, 25,56 Prozent), Curtis Richardson von der ANSA (224 Stimmen, 23,75 Prozent) und den parteilosen Kandidaten Jere A. Gumbs (58 Stimmen, 6,15 Prozent) durch. Der Tag nach der Wahl wurde zum Feiertag erklärt und die vier gewählten Mitglieder der Anguilla United Front wurden vom Gouverneur Alan Huckle als Regierung unter Chief Minister Osbourne Fleming vereidigt. Nach der Wahl verließ Albert Hughes die Anguilla Strategic Alliance und trat der Regierung bei. Dies bedeutete, dass die Opposition gleichmäßig zwischen der Anguilla Strategic Alliance und der Anguilla United Movement aufgeteilt war, sodass der Gouverneur keinen Oppositionsführer ernannte.

#### Zweite Amtszeit 2010 bis 2015
Ein Jahr vor der Wahl kündigte Chief Minister Osbourne Fleming, der auch Vorsitzender der Anguilla United Front (AUF) war, 2009 an, dass er sich nicht zur Wiederwahl stellen werde. Es wurde angekündigt, dass Finanzminister Victor Banks Fleming als Parteivorsitzender der AUF nachfolgen sollte. Am letzten Sitzungstag des Parlaments fanden am 4. Januar 2010 mit Gouverneur Alistair Harrison Gespräche zur Auflösung des House of Assembly zur Vorbereitung der Wahlen statt. Am darauf folgenden 5. Januar 2010 wurde durch Fleming der Wahltermin für den 15. Februar 2010 festgelegt. Bei der Wahl traten 20 Kandidaten für die sieben zu vergebenden Parlamentssitze an. Die Anguilla United Front, die seit den Wahlen von 2005 die Mehrheit der sieben Sitze im Parlament hatte, stellte Kandidaten in allen sieben Wahlkreisen auf. Die oppositionelle Anguilla United Movement trat in fünf Wahlkreisen an, während die ebenfalls oppositionelle Anguilla Progressive Party ebenfalls fünf Kandidaten aufgestellt. Des Weiteren bewarben sich drei Unabhängige für Sitze im House of Assembly. Aus der Wahl ging die AUM von Hubert Hughes als Siegerin hervor und erhielt vier Sitze der sieben Sitze. Die bislang regierende AUF von Victor Banks erhielt zwei Mandate, während die APP von Brent Davis einen Sitz bekam. Hughes selbst wurde in seinem Wahlkreis District 6: Road South mit 504 Stimmen (45,28 Prozent) bestätigt und konnte sich damit gegen Curtis A. Richardson von der AUF (352 Stimmen, 31,63 Prozent) und Brent Davis von der APP (257 Stimmen, 23,09 Prozent) durchsetzen.
Hubert Hughes wurde am 16. Februar 2010 als Nachfolger von Fleming als Chief Minister vereidigt und trat seine zweite Amtszeit an. Unmittelbar nach der Wahl trat Jerome Roberts, der einzige Abgeordnete der APP, als Kabinettsminister der AUM bei. Er hatte das Amt als Chief Minister bis zu den Wahlen am 22. April 2015 inne, bei denen er nicht erneut kandidierte. Neuer Chefminister wurde daraufhin Victor Banks. Bereits im Dezember 2014 hatte er das Amt als Vorsitzender der AUM und als deren politischer Führer an Ellis Webster übergeben.